# Відкритий чемпіонат США з тенісу 2021
Відкритий чемпіонат США з тенісу 2021 проходив із 30 серпня до 12 вересня 2021 року на відкритих кортах Тенісного центру імені Біллі Джин Кінг у парку Флашинг-Медоуз у районі Нью-Йорка Квінз. Це четвертий турнір Великого шолома календарного року.
Титули чемпіонів США в одиночному розряді у чоловіків та жінок повинні були захищати Домінік Тім та Наомі Осака, однак Тім відмовився від участі в турнірі через травму зап'ястя.

## Огляд подій та досягнень
В одиночному розряді серед чоловіків турнір виграв росіянин Данило Медведєв, здобувши свій перший титул Великого шолома. 
Серед жінок перемогла представниця Великої Британії Емма Радукану, для якої це також був перший грендслем.
У парному розрядів серед чоловіків перемогла американсько-британська пара Ражів Рам / Джо Солсбері. Для Рама це перший виграний чемпіонат США і другий парний мейджор, четвертий, якщо враховувати перемоги у міксті. Солсбері теж виграв чемпіонат США вперше, крім того в його доробку є виграний чемпіонат Франції в міксті.
У жіночому парному розряді чемпіонками стали австралійка Саманта Стосур та китаянка Чжан Шуай. Для Стосур це друга перемога в чемпіонаті США в змаганні жіночих пар, вона також вигравала одиночні змагання американської першості, а загалом у доробку Стосур вісім титулів Великого шолома в одиночному, парному жіночому розрядах та міксті. Чжан виграла свій другий мейджор. 
У міксті тріумфувала американсько-британська пара Дезіре Кравчик / Джо Солсбері. Ще для них уже другий виграний мейджор цього року. Солсбері довів кільких перемог у найпрестижніших турнірах до трьох.

## Результати фінальних матчів

### Дорослі
| Одиночний розряд. Чоловіки (Докладніше) |                                |               |
| Данило Медведєв                         | Новак Джокович                 | 6-4, 6-4, 6-4 |
|                                         |                                |               |
| Одиночний розряд. Жінки (Докладніше)    |                                |               |
| Емма Радукану                           | Лейла Фернандес                | 6–4, 6–3      |
|                                         |                                |               |
| Парний розряд. Чоловіки (Докладніше)    |                                |               |
| Ражів Рам Джо Солсбері                  | Джеймі Маррей Бруно Соарес     | 3–6, 6–2, 6–2 |
|                                         |                                |               |
| Парний розряд. Жінки (Докладніше)       |                                |               |
| Саманта Стосур Чжан Шуай                | Коко Гофф Кейті Макнеллі       | 6–3, 3–6, 6–3 |
|                                         |                                |               |
| Змішаний парний розряд (Докладніше)     |                                |               |
| Дезіре Кравчик Джо Солсбері             | Джуліана Олмос Марсело Аревало | 7–5, 6–2      |

### Юніори
| Одиночний розряд. Хлопці      |                                   |                  |
| Даніель Рінкон                | Шан Цзючен                        | 6–2, 7–6(8–6)    |
|                               |                                   |                  |
| Одиночний розряд. Дівчата     |                                   |                  |
| Робін Монтгомері              | Христина Дмитрук                  | 6–2, 6–4         |
|                               |                                   |                  |
| Парний розряд. Хлопці         |                                   |                  |
| Макс Вестфаль Коулман Вон     | В'ячеслав Бєлінский Петр Нестеров | 6–3, 5–7, [10–1] |
|                               |                                   |                  |
| Парний розряд. Дівчата        |                                   |                  |
| Ешлін Крюгер Робін Монтгомері | Різ Брантмаєр Елвіна Калієва      | 5–7, 6–3, [10–4] |
|                               |                                   |                  |